# Biologisk Institut (Syddansk Universitet)
 For alternative betydninger, se Biologisk Institut. (Se også artikler, som begynder med Biologisk Institut)
Biologisk Institut er et institut under Det Naturvidenskabelige Fakultet på Syddansk Universitet, hvor man forsker og underviser i biologiske emner, fortrinsvis på organ-, organisme- og økosystemniveau. Siden sin oprettelse i 1973 har man koncentreret forskningen om den eksperimentelle biologi indenfor et mindre antal fagområder, som er opdelt i områderne "Miljøstress", "Lyd og Adfærd", samt "Akvatisk Økologi". Undervisningen er derimod betydelig bredere, og omfatter alle de grundlæggende biologiske discipliner. 
Dimittenderne har enten været eksperimentelle biologer eller biologer med kompetencer i formidling af naturvidenskabelig viden gennem moderne medier. Den nuværende studieordning tillader specialisering i en række kombinationer, herunder humanistiske og samfundsfaglige kompetencer. 